# Химена Наварете
Химена Наварете (шп. Ximena Navarrete; 22. фебруар 1988) мексичка је глумица и модел.
Дана 23. августа 2010. године, Наварете је победила у избору за Мис Универзума, и постала друга мексиканка која је освојила ту титулу, након Лупите Џоунс 1991. године. Најпознатија је по улози Марине Реверте у теленовели Олуја.

## Теленовеле
| Година: | Српски назив: | Оригинални назив: | Улога:                                                    |
| ------- | ------------- | ----------------- | --------------------------------------------------------- |
| 2013.   | Олуја         |                   | Марина Реверте Артигас де Фабре Магдалена Реверте Артигас |